# ロビー・ヘンショー
ロビー・ヘンショー（Robbie Henshaw、1993年6月12日 - ）は、ユナイテッド・ラグビー・チャンピオンシップ、レンスターに所属するラグビーユニオン選手。

## プロフィール
- アイルランド・アスローン出身。
- ポジションはセンター(CTB)。
- 身長 193cm、体重 105kg
- U20アイルランド代表に選ばれたことがある[1]。
- アイルランド代表キャップは61（2022年12月現在）でラグビーワールドカップ2015・ラグビーワールドカップ2019のアイルランド代表に選ばれた[2]。
- ブリティッシュ・アンド・アイリッシュ・ライオンズに選ばれたことがある[3]。

## 略歴
コナートを経て、2016年、レンスターに加入。 